# Itaju do Colônia
Itaju do Colônia este un oraș în statul Bahia (BA) din Brazilia.